# オオセ科
オオセ科 (学名：Orectolobidae) は、テンジクザメ目の下位分類群の1つ。主にオーストラリアとインドネシア周辺の西太平洋と東インド洋の温帯および熱帯海域の浅瀬に生息するが、オオセはかなり北の日本まで分布する。Wobbegongは、オーストラリアの先住民アボリジニの言葉で「もじゃもじゃのひげ」を意味し、口の周りのひげを指していると考えられている。

## 形態
海底に生息し、ほとんどの時間を海底で過ごす。多くの種の最大全長は1.25 mだが、クモハダオオセと Orectolobus halei は、全長3 mに達する。体には対称的な模様がある。顎の周囲には小さな雑草のようなヒゲがあり、顎を隠すとともに感覚器官としても機能する。このカモフラージュにより岩の間に隠れ、近づいた小魚を捕まえる。これは待ち伏せ型の捕食者に典型的である。針のような歯を持つ強力な顎を持ち、サンゴ礁の魚や他のサメを捕らえて餌にする。数種の血球についても判明している。

## 人との関わり
一般に人間にとって危険ではないと考えられているが、うっかり近づいたダイバーを襲うことがある。オーストラリアのサメ襲撃ファイルには、オオセ類による襲撃の記録が50件以上含まれており、インターナショナル・シャーク・アタック・ファイルには28件の記録があるが、いずれも致命傷には至っていない。サーファーが噛まれたこともある。体は非常に柔軟性があり、尾をつかんでいる手を簡単に噛むことができる。小さいが鋭い歯がたくさんあり、ウェットスーツの上からでも噛み付くことがある。一度噛まれると取り除くのが非常に難しい。オーストラリアでは、オオセ類の皮は革製品の製造に使われている。

### 飼育下
ほとんどの種は大型化するため家庭用水槽には不向きだが、一部は売買されている。アラフラオオセやマルヒゲオオセなどの種は、適度な大きさであまり動かないため、家庭での飼育も可能である。ただし、かなり大きな魚であっても食べてしまう。一方、活動性の低さが欠点であると考える愛好家もいる。主に夜行性で、新陳代謝が遅いため、他のサメほど頻繁に餌を与える必要はない。ほとんどは週2回の給餌で元気に育つ。餌不足の個体は、背部の筋肉が目に見えて萎縮しているので見分けられる。

## 分類
3属12種が分類されている。
- アラフラオオセ属 Eucrossorhinus Regan, 1908
  - アラフラオオセ Eucrossorhinus dasypogon (Bleeker, 1867) (tasselled wobbegong)
  - †Eucrossorhinus microcuspidatus Case 1978
- オオセ属 Orectolobus Bonaparte, 1834
  - Orectolobus floridus Last & Chidlow, 2008 (floral banded wobbegong)
  - Orectolobus halei  Whitley, 1940[11] (Gulf wobbegong or banded wobbegong)
  - Orectolobus hutchinsi Last, Chidlow & Compagno, 2006[12] (western wobbegong)
  - オオセ Orectolobus japonicus Regan, 1906 (Japanese wobbegong)
  - Orectolobus leptolineatus Last, Pogonoski & W. T. White, 2010 (Indonesian wobbegong)
  - クモハダオオセ Orectolobus maculatus (Bonnaterre, 1788) (spotted wobbegong)
  - カラクサオオセ Orectolobus ornatus (De Vis, 1883) (ornate wobbegong)
  - Orectolobus parvimaculatus Last & Chidlow, 2008 (dwarf spotted wobbegong)
  - Orectolobus reticulatus Last, Pogonoski & W. T. White, 2008 (network wobbegong)
  - マルヒゲオオセ Orectolobus wardi  Whitley, 1939 (northern wobbegong)
- メイサイオオセ属 Sutorectus Whitley, 1939
  - メイサイオオセ Sutorectus tentaculatus (W. K. H. Peters, 1864) (cobbler wobbegong)

### 化石属
- Cretorectolobus Case, 1978
- Eometlaouia Noubhani & Cappetta, 2002
- Orectoloboides Cappetta 1977